# اچ‌ام‌اس ارنست (۱۸۹۶)
اچ‌ام‌اس ارنست (۱۸۹۶) (به انگلیسی: HMS Earnest (1896)) یک کشتی بود که طول آن ۲۱۰ فوت (۶۴ متر) بود. این کشتی در سال ۱۸۹۶ ساخته شد.